# Кваме Карікарі
Ква́ме Каріка́рі (англ. Kwame Karikari; нар. 21 січня 1992, Го) — ганський футболіст, нападник азербайджанського «Нефтчі»

## Ігрова кар'єра
У дорослому футболі дебютував 2010 року виступами за команду клубу «Інтер Еллайс». Своєю грою за цю команду привернув увагу представників тренерського штабу шведського клубу АІК, до складу якого приєднався 2011 року. Відіграв за команду зі Стокгольма наступний сезон своєї ігрової кар'єри.
2012 року на умовах оренди перейшов до клубу «Дегерфорс», у складі якого провів лише частину сезону. У складі «Дегерфорса» був одним із головних бомбардирів команди, маючи середню результативність на рівні 0,4 голу за гру першості. До складу клубу АІК повернувся того ж року.
Наприкінці серпня 2016 року перейшов до складу кам'янської «Сталі». У сезоні 2016/17 ганець забив 7 м'ячів у 26 матчах за клуб, ставши найкращим бомбардиром команди. Після цього у «Сталі» почалися серйозні фінансові проблеми і Карікарі перейшов в катарський клуб «Аль-Мархія». 

### У збірних
В квітні 2011 року в складі молодіжної збірної Гани брав участь у кубку Африки для гравців до 20 років, який відбувся в ПАР. На цьому турнірі Карікарі зіграв дві зустрічі, в обох виходячи на заміну наприкінці гри. У матчі з Нігерією він замінив на 82-й хвилині Ебо Андо, а в грі з Камеруном — Шаїбу Зіда. Збірна Гани посіла третє місце в групі, що не дозволило їй вийти в плей-оф чемпіонату.

## Досягнення
- Віце-чемпіон Швеції: 2011
- Чемпіон Грузії: 2019